# Франклин, Бонни
Бонни Гейл Франклин (англ. Bonnie Gail Franklin; 6 января 1944 — 1 марта 2013) — американская актриса, наиболее известная по своей главной роли в телесериале «Однажды за один раз», в котором она снималась с 1975 по 1984 год.

## Карьера

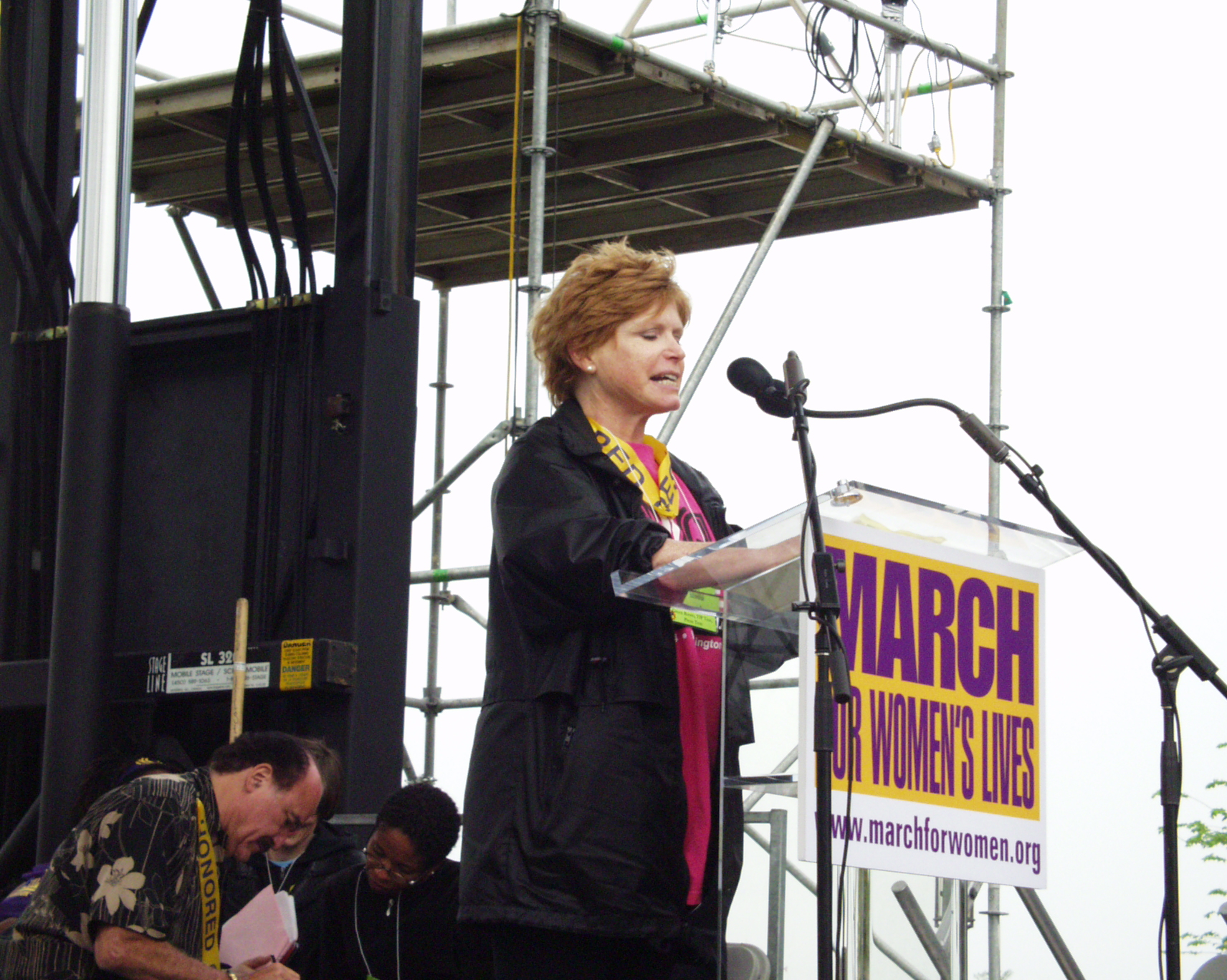
Франклин в 2004 году

За свою карьеру Франклин была номинирована на «Эмми», дважды на «Золотой глобус», а также на театральную премию «Тони». После нескольких ролей в кино и на телевидении а также в театре, она получила главную роль в ситкоме «Однажды за один раз», который впоследствии стал хитом и шёл в эфире девять сезонов.
После его завершения она сыграла всего одну роль, в телефильме 1987 года «Сестра Маргарет и леди субботним вечером», а также делала редкие гостевые появления на телевидении: в 1996 году в ситкоме Нэнси Трэвис «Практически идеал», сериалах «Прикосновение ангела» в 2000, и «Красотки в Кливленде» в 2011 году, где снималась Валери Бертинелли, её экранная дочь в сериале «Однажды за один раз».

## Личная жизнь
Бонни Франклин родилась в Санта-Монике, штат Калифорния в семье эмигрантов из России и Румынии. Семья переехала в Беверли-Хиллз, когда ей было тринадцать лет.
24 сентября 2012 года было объявлено, что у Бонни Франклин был диагностирован рак поджелудочной железы. Актриса скончалась утром 1 марта 2013 года после полугода борьбы с болезнью.